# Ex cementificio di Alzano Lombardo
L'ex cementificio di Alzano Lombardo è un edificio in cemento naturale del XIX secolo, ritenuto esempio di archeologia industriale. Il cementificio si trova ad Alzano Sopra, frazione di Alzano Lombardo, in Val Seriana, provincia di Bergamo.

## Storia
La costruzione venne ordinata dall'ingegner Cesare Pesenti nel 1883, appena tornato dai suoi studi in Germania, parte dei piani per ingrandire l'azienda di famiglia, la Italcementi. Venne scelto un luogo vicino sia ad altri siti produttivi, di generazione elettrica e alla ferrovia della Valle Seriana. In seguito venne acquisito dalla Italcementi.
Nel 1966 viene sospesa la produzione di cemento e viene utilizzata solo per la macinatura fino al 1971, quando avviene la chiusura definitiva. 
Nel 1980 il ministero dei Beni Culturali lo ha riconosciuto come bene di interesse culturale e lo ha sottoposto a vincolo.